# Maxus Mifa 9
La Maxus Mifa 9 est un monospace électrique produit par le constructeur automobile chinois SAIC Maxus, lancé sur le marché automobile chinois en novembre 2021.

## Présentation
Le modèle de production, appelé Maxus Mifa 9, a fait ses débuts officiels en novembre 2021 au salon de l'automobile de Guangzhou, étant le véhicule électrique le plus grand et le plus luxueux de la marque Maxus.
Visuellement, le Mifa 9 se distingue par une silhouette massive peinte en deux couleurs, une forme de carrosserie régulière et un éclairage entièrement LED. Les feux arrière étaient décorés de lampes de style "trois bras", dominant la carrosserie en largeur et en longueur. L'habitacle est luxueusement aménagé et peut accueillir 6 sièges séparés avec une gamme complète de réglages.
La production et les ventes de Mifa 9 ont commencé juste après sa présentation début novembre en Chine continentale. De plus, Maxus prévoit également de commencer à vendre le véhicule sur certains marchés d'Europe de l'Ouest, dont le Royaume-Uni.

## Caractéristiques techniques
Le Mifa 9 est un monospace entièrement électrique propulsé par un moteur de 245 ch (180 kW) et 350 N m de couple. La batterie lithium-ion CATL, d'une capacité de 90 kWh, permet au conducteur de parcourir environ 520 kilomètres. En 2023, la gamme sera complétée par un modèle avec un plus gros pack de batteries, qui permettra une autonomie de 650 km.

## Concept car
Le Mifa 9 est préfiguré par le concept car Maxus Mifa présenté au salon de l'automobile de Shanghai en avril 2021, montrant le concept d'un grand monospace luxueux à propulsion tout électrique. 